# Katō Polemidia
Katō Polemidia (in greco Κάτω Πολεμίδια?, traslitterato anche Kato Polemidhia) è un comune di Cipro nel distretto di Limassol di 22 369 abitanti (dati 2011). Prima del 1974, Katō Polemidia era un villaggio misto: quasi metà della popolazione era costituita da turco-ciprioti, i quali dopo l'invasione turca del nord fuggirono  prima ad Akrotiri e poi nel villaggio di Chrysiliou vicino Morfou.